# Toni Servillo
Toni Servillo, celým jménem Marco Antonio Servillo (* 25. ledna 1959 Afragola), je italský herec a režisér.
V roce 1977 založil v Casertě amatérské divadlo Teatro Studio, od roku 1987 provozuje v Neapoli spolu s Mariem Martonem soubor Teatri Uniti. Martone ho v roce 1992 obsadil do svého debutového filmu Morte di un matematico napoletano. Od roku 2001 spolupracuje Servillo s režisérem Paolem Sorrentinem, který mu mj. svěřil roli Giulia Andreottiho ve filmu Božský a Silvia Berlusconiho ve filmu Oni a Silvio. V komedii z politického zákulisí Ať žije svoboda ztvárnil dvojroli. Byl průvodcem filmových dokumentů Ermitáž – síla umění a Hitler versus Picasso.
V neapolském Teatro San Carlo režíroval operu Fidelio.
Čtyřikrát získal cenu Donatellův David pro nejlepšího herce, třikrát Nastro d'Argento, dvakrát Globo d'oro a dvakrát Evropskou filmovou cenu. V roce 2014 se stal čestným občanem Neapole, v roce 2015 mu Boloňská univerzita udělila čestný doktorát a v roce 2020 převzal Nastro d'Argento za celoživotní dílo.
Jeho bratrem je zpěvák Peppe Servillo.

## Filmografie
- 1992 Morte di un matematico napoletano
- 1993 Rasoi
- 1998 Teatro di guerra
- 2001 Přebytečný člověk
- 2004 Notte senza fine
- 2004 Následky lásky
- 2005 Incidenti
- 2007 Dívka u jezera
- 2007 Nech to být, Johnny!
- 2008 Božský
- 2008 Gomora
- 2010 My jsme věřili
- 2010 Tichý život
- 2010 Gorbaciof
- 2011 Malý klenot
- 2012 Spící krása
- 2012 È Stato il figlio
- 2013 Ať žije svoboda
- 2013 Velká nádhera
- 2016 Zpovědi
- 2018 Oni a Silvio
- 2019 L'uomo del labirinto